# Agrotis senta
Agrotis senta är en fjärilsart som beskrevs av Max Wilhelm Karl Draudt 1924. Agrotis senta ingår i släktet Agrotis och familjen nattflyn. Inga underarter finns listade i Catalogue of Life.